# 石橋蛍
石橋 蛍（いしばし ほたる、2002年4月7日 - ）は、日本の元女性アイドルで、SUPER☆GiRLSの元メンバー。
京都府京都市出身。2019年12月31日までエイベックス・マネジメントに所属。愛称は、ほたる。

## 略歴
2015年、avex主催のオーディションに応募。合格には至らなかったが、そのポテンシャルとキャラクターが着目され、同新人開発部門とエイベックス・ヴァンガードより育成契約の誘いを受けて契約。その後レッスンを続ける。
2016年初頭、iDOL Street〜RE:Я|LOAD〜に伴い新加入メンバーを審査するオーディションがavex内で内々に開催される。その際スタッフよりオーディションへの応募を勧められ、当該オーディションに合格。SUPER☆GiRLSの3期メンバーとして加入が決定した。同年6月25日、東京で開催された『iDOL Street Carnival 2016 6th Anniversary 〜RE:Я|LOAD〜』で、SUPER☆GiRLS"第3章"3期メンバーとして加入することが発表され、お披露目された。
グループ活動のほか、2017年12月15日、望月みゆ（バンドじゃないもん!）、関口なほ（神宿）と共に、期間限定アイドルユニット「緑だってはじけ隊」への参加が発表された。2018年4月4日には、テレビ朝日の番組情報をSNSで発信する「テレ朝公式ウォッチガール」への就任が発表された。また、同年7月14日発売の『週刊ヤングマガジン』第33号の巻末に自身初となるソログラビアが4ページに渡り掲載された。同年11月1日には、SHOWROOMで開催された「ライスフォース イメージタレントオーディション」でグランプリを獲得するなど、個人としての活動の幅を広げていた。
2019年9月4日、適応障害のため活動を休止することが公式ホームページで発表された。同年春ごろより自覚症状が出はじめ、8月に病院で検査をして判明したもので、回復を最優先とした結果である。
2019年12月30日、心身ともに徐々に回復をしては来ているものの、これまで通りのペースで芸能活動を続けることは難しいということ、SUPER☆GiRLSのメンバーになってから「グループ活動」と「学業」を両立しながら大学進学を目指していたが、芸能活動を終了し学業に専念したいという本人の申し出があったことを理由として、12月31日をもってSUPER☆GiRLSを卒業し、合わせて事務所との契約と芸能活動を終了することが発表された。

## 人物
SUPER☆GiRLS(スパガ)でのイメージカラー（超絶カラー）はフェアリー・グリーン(緑 / みどり)。いわゆる第4章の始まりを機に、CMYK値 C63 M7 Y40 K0, RGB値 R93 G181 B166 に若干の色修正がなされた(第3章までのPANTONEカラーは3405Cに指定)。公式ニックネームは「ほたる」。他、本人は「ほーちゃん」等を用いることもある。
家族構成は父・母・弟・ナッツ（犬）･シーン(ヒョウモントカゲモドキ)の6人家族で京都出身。「蛍」の名前は「みんなが暗くて落ち込んでるときに、蛍のように光って、みんなを明るくするような子になるように…＊」「自らの力で輝けるように…＊」との思いで両親がつけた。
2016年初頭、avexとの育成契約中にスタッフに声をかけられ、内部オーディションに合格。スパガは加入前より前島亜美をTwitterでフォローをしており「アニメが好きでこんなに可愛くて歌って踊れる存在に憧れた」と本人はインタビューで語っている。
オーディション合格の翌日には同期加入メンバー（木戸口桜子、尾澤ルナ、阿部夢梨、長尾しおり)を知らされ、自身だけがストリート生でないことを知り、不安と焦りを感じたという。その後も「ダンスの経験がなく、皆さんとは比べられないくらいだめ」なことに後悔や悔しさを感じるも、同期メンバーや先輩メンバーの指導や励ましを受けて、当初オーディション合格時の「アイドルに会えるかな」から「この頑張りをみなさんに届けたい」に心境が変化していったと本人はブログで綴っている。
本人も「こけし」と形容したデビュー時の特徴的な髪型は、自身初の参加シングルとなる「ラブサマ!!!」のミュージックビデオ撮影直前にカットされた。本人は「新メンバー5人とも髪が長いので（私が）目立つように」とのコメントを述べている。
趣味は、イラストや絵を描くこと。多数の自作イラストがブログ上で公開されている。生まれたばかりの頃から絵描きに親しみ、小学生時代には画塾経験もあった。将来の夢も、イラスト・アニメ関連の仕事に携わること、としている。
好きなアイドルは「でんぱ組.inc」で、先輩の浅川梨奈に連れられてライブを初めて観覧したとき、感動のあまり号泣しながら応援した。
好きなアニメは「ハイキュー!!」。もともとバレー部の経験もあったことから、マネージャーのように応援をしたくなり好きになった。「ハイキュー!!」から派生し、声優や2.5次元、舞台も好きになったとしている。また、8月19日は同作品の作品名にちなみ「ハイキュー!!」の日ともされており、2016年の同日に「SUPER☆GiRLS 新メンバー夏の強化合宿 〜初陣〜」が作品の舞台である仙台で開催されていたが、「ハイキューの日にハイキューっぽいことをできなくて残念」などと悔しさを滲ませていた。
なお、バレー部以外に吹奏楽部の経験もあり、メンバーである渡邉ひかるのツイッターでドラム演奏という意外な特技も紹介された。2017年4月7日の誕生日には、横浜で開催された「森永乳業 presents SUPER☆GiRLS 3期メンバーLIVE TOUR〜修行中〜」において、本人のドラム演奏が披露された。
また、iDOL Street統括プロデューサーの樋口竜雄氏がそのスタッフブログ上で「すごく覚えが早く正直びっくり」としているとおり、加入発表から2か月足らずで「30曲くらい覚えた」と本人は述べている。
加入時のトレーナー（世話役、指導役）としては先輩メンバーである田中美麗が着任したことがラジオで明らかにされている。

## 作品

### 写真集
- a-books gravure 2018 （2018年8月3日、エイベックス・マネジメント/メディアパル）ISBN 978-4-8021-9218-7[28]

### 参加楽曲
- GREEN IS POP（2017年、「緑だってはじけ隊」名義） - 映像 - YouTube（ミュージックビデオ）

## 出演

### イベント
- TOKYO IDOL PROJECT×@JAMニューイヤープレミアムパーティー2018（2018年1月2日、Zepp DiverCity(TOKYO)） - 「緑だってはじけ隊」として出演